# Begonia polypetala
Espèce
Begonia polypetala est une espèce de plantes de la famille des Begoniaceae. Ce bégonia est originaire du Pérou. L'espèce fait partie de la section Eupetalum.
Elle a été décrite en 1878 par Alphonse Pyrame de Candolle (1806-1893). L'épithète spécifique polypetala signifie « à nombreux pétales ».

## Répartition géographique
Cette espèce est originaire du pays suivant : Pérou.